# ریکاردو تمپستینی
ریکاردو تمپستینی (ایتالیایی: Riccardo Tempestini؛ زادهٔ ۹ اکتبر ۱۹۶۱) بازیکن واترپلو اهل ایتالیا بود. وی در بازی‌های المپیک تابستانی ۱۹۸۸ شرکت کرده‌است.